# Grader i Royal Fleet Auxiliary
Grader i Royal Fleet Auxiliary visar den hierarkiska ordningen hos personalen i Royal Fleet Auxiliary. Befäl och sjömän kan tillhöra någon av tjänstegrenarna däck (Deck), maskin (Engineering), radio (Communications) eller intendentur (Logistics).

## Befäl
För anställning som däcksbefäl krävs nautisk behörighet som vaktstyrman; som maskinbefäl behörighet som vaktmaskinist; som systemtekniskt befäl en tvåårig yrkeshögskoleexamen i telekommunikationsteknik; som intendenturbefäl en tvåårig yrkeshögskoleexamen i arbetsledning för storkök eller i logistik. Anställning som befälselev kan även ske, med utbildningen genomförd inom ramen för Royal Fleet Auxiliary.

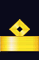
Commodore (chefen RFA)
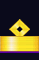
Commodore (E) (teknisk chef RFA)
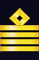
Captain (fartygs- befälhavare)
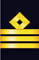
Chief Deck Officer (överstyrman)
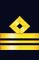
First Deck Officer (förste styrman)
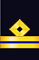
Second Communications Officer (andre radiostyrman)
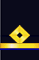
Third Communications Officer (tredje radiostyrman)

## Sjömän

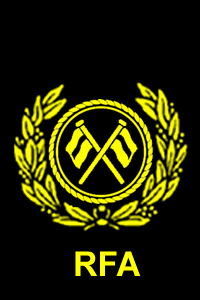
Chief Communications Petty Officer (förste radiobåtsman)
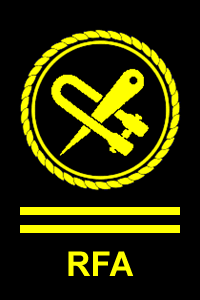
Deck Petty Officer (båtsman)
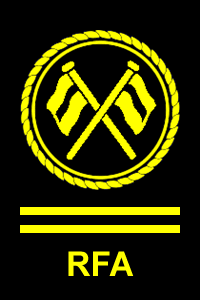
Communications Petty Officer (radiobåtsman)
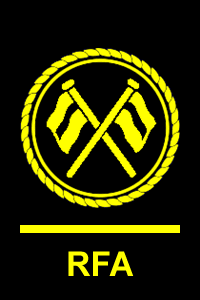
Leading Communications Hand (förste radiomatros)
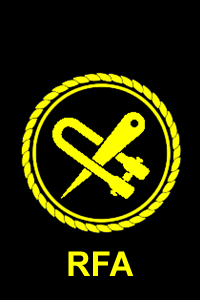
Deck Seaman Grade 1 (matros)
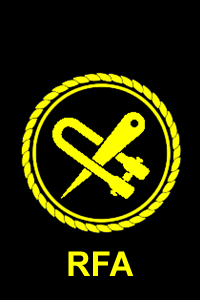
Deck Seaman Grade 2 (lättmatros)
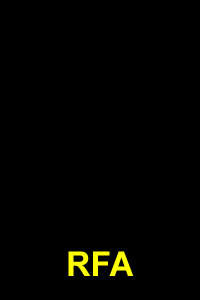
Apprentice (lärling)